# Valery Zolotoukhine
Valery Sergueïévitch Zolotoukhine (en russe : Валерий Сергеевич Золотухин) est un acteur de théâtre et de cinéma soviétique et russe, né le 21 juillet 1941 à Bystry Istok, dans le kraï de l'Altaï, et décédé le 30 mars 2013 à Moscou. Il est artiste du peuple de la république socialiste fédérative soviétique de Russie.

## Biographie
Valery Sergueïévitch Zolotoukhine naît le 21 juillet 1941 dans le village de Bystry Istok, dans le kraï de l'Altaï.
Il finit les cours de l'Académie russe des arts du théâtre (RATI, futur GITIS) en 1963 et est immédiatement invité au théâtre Mossovet (Soviet de la ville de Moscou, soit l'ancienne Mairie de Moscou). Valery y travaille une année.
De 1964 à 2012, il est acteur puis directeur artistique du Théâtre de la Taganka. Il a notamment joué dans les pièces : La bonne âme du Sichuan de Bertolt Brecht, Un héros de notre temps de Mikhaïl Lermontov, ou, hommage à un ancien acteur de la Taganka, une vie de Vladimir Vyssotski, etc.
Valery fait ses débuts au cinéma en 1965. Il interprète le rôle de Trofimov, soldat de l'Armée rouge, dans la comédie d'aventure de Vladimir Alexandrovitch Nazarov, Le Paquet, d'après la nouvelle de Léonid Pantéléïev. Ce premier rôle révèle Zolotoukhine au grand public et lui assure le début de la célébrité.
À la fin des années 1960, il multiplie les rôles au cinéma. Il obtient ses plus grands succès dans son interprétation du commissaire de quartier Seriozhkine, dans la trilogie: Le maître de la taïga (1969), La perte du témoin (1971) et L'enquête préalable (1973), ainsi que dans la comédie musicale Boumbarache (1972) ou le mélodrame Conte sur la manière dont le Tsar Pierre 1er maria son nègre (1976).
En 2003 il devient directeur artistique du Théâtre d'État de la jeunesse de l'Altaï.
Le 2 décembre 2007 il est élu député de la 5e représentation de la Chambre basse du Parlement de Russie ou Douma, sur la liste du parti Russie juste. Mais il transmet son mandat au jeune député Konstantin Viktorovitch Bestchetnov (1975), lors de sa prise de fonction le 14 décembre 2007.
En 2009 il double un des héros principaux du film d'animation Numéro 9.
Le 18 juillet 2011, en accord avec Zolotoukhine lui-même, le directeur du Théâtre de la Taganka détermine la fin de sa fonction de directeur artistique au 15 octobre 2011. Mais il est finalement reconduit pour une année supplémentaire.
Valery est l'auteur de quelques livres de souvenirs, et notamment d'une biographie de Vladimir Vyssotski.
Il a habité au no 8 rue Profsoyouznaïa à Moscou.

## Maladie et décès
Selon les nouvelles fournies par le système d'information RBC, Valery Zolotoukhine ne travaille plus depuis décembre 2012. Il est hospitalisé à plusieurs reprises, et une tumeur du cerveau est décelée. Il souffre par ailleurs de la maladie d'Alzheimer. Le 5 mars 2013 l'acteur est hospitalisé dans l'unité de soins intensifs de l'Institut de radiologie de Moscou. Il est plongé dans un coma artificiel le 14 mars.
Il décède le 30 mars 2013 des suites de la maladie. Une cérémonie d'adieu est organisée le 2 avril au Théâtre de la Taganka. Selon ses dernières volontés il est enterré au cimetière du Temple de la Sainte Vierge, dans son village natal.

## Rôles au théâtre

### Théâtre de la Taganka
- 1964 : La Bonne Âme du Se-Tchouan, de Bertolt Brecht, mise en scène de Iouri Lioubimov : le marchand d'eau Wang
- 1964 : Un héros de notre temps, d'après le roman de Mikhaïl Lermontov, mise en scène de Iouri Lioubimov : le jeune officier Grouchnitski
- 1965 : Dix jours qui ébranlèrent le monde, de John Silas Reed, mise en scène de Iouri Lioubimov : sortant du théâtre, Pierrot, le premier paysan, un colleur d'affiches, un des orateurs
- 1965 : Les Morts et les Vivants, mise en scène de Iouri Lioubimov : « les fatales années quarante », Moussa Djamil, interprètes de chansons et de la ballade À propos de dix grognards d'un poète allemand anti-fasciste méconnu
- 1966 : La Vie de Galilée, de Bertolt Brecht, mise en scène de Iouri Lioubimov : un jeune moine
- 1966 : Écoutez !, mise en scène de Iouri Lioubimov : un Maïakovski lyrique
- 1969 : La Mère, d'après le roman de Maxime Gorki, mise en scène de Iouri Lioubimov : Andreï Nakhodka
- 1970 : Prenez soin de votre visage, d'Andreï Voznessenski, mise en scène de Iouri Lioubimov
- 1970 : Que faire ?, d'après le roman de Nikolaï Tchernychevski, mise en scène de Iouri Lioubimov : l'étudiant en médecine, Lopoukhov
- 1972 : Sous la peau de la statue de la liberté, d'Evgueni Evtouchenko, mise en scène de Iouri Lioubimov : un étudiant, représentation de Raskolnikov, un étudiant songeur
- 1973 : Camarade, crois..., mise en scène de Iouri Lioubimov : pour Pouchkine
- 1975 : La Cerisaie, d'Anton Tchekhov, mise en scène d'Anatoli Efros : Petia Trofimov
- 1979 : Turandot, ou le Congrès des blanchisseurs, de Bertolt Brecht, mise en scène de Iouri Lioubimov : Gauger Moger
- 1980 : La Maison du quai, de Iouri Trifonov, mise en scène de Iouri Lioubimov : Glebov
- 1981 : Vladimir Vyssotski, mise en scène de Iouri Lioubimov
- 1985 : Les Bas-fonds, de Maxime Gorki, mise en scène d'Anatoli Efros : Vaska Pepel
- 1986 : Le Misanthrope, de Molière, mise en scène d'Anatoli Efros : Alceste
- 1989 : Vivant, d'après le roman de Boris Mojaïev, mise en scène de Iouri Lioubimov : Fiodor Kouzkine
- 1989 : Le Festin en temps de peste, du cycle des Petites tragédies d'Alexandre Pouchkine, mise en scène de Iouri Lioubimov : Méphistophélès, Herzog, Don Juan, Faust
- 1993 : Le Docteur Jivago, de Boris Pasternak, mise en scène de Iouri Lioubimov : Iouri
- 1993 : Le Suicidé, de Nikolaï Erdman, mise en scène de Iouri Lioubimov : le premier
- 1995 : Médée, d'Euripide, mise en scène de Iouri Lioubimov : Créon
- 1998 : Charachka, d'après le roman d'Alexandre Soljenitsyne Le Premier Cercle, mise en scène de Iouri Lioubimov : l'oncle Avenir, Valentin Martinevitch Priantchikov, Spiridon Egorov
- 1998 : Marat-Sade, de Peter Weiss, mise en scène de Iouri Lioubimov : le marquis de Sade
- 2000 : Le Roman théâtral, de Mikhaïl Boulgakov, mise en scène de Iouri Lioubimov : Ivan Vassiliévitch, Alexandre III
- 2003 : Avant et Après, mise en scène de Iouri Lioubimov : un bricoleur amateur'
- 2010 : Le Miel, de Tonino Guerra, mise en scène de Iouri Lioubimov : deux frères
- 2012 : Le roi se meurt, d'Eugène Ionesco, mise en scène de Krzysztof Zanussi : le roi Bérenger Ier

### Théâtre central académique de l'armée russe
- 1992 : Paul Ier, de Dimitri Merejkovski, mise en scène de Léonid Kheifetz : Paul Ier

### Musée-centre culturel d'État - Vladimir Vyssotski
- 1999 : Mozart et Salieri, du cycle des Petites Tragédies d’Alexandre Pouchkine, mise en scène d'Andreï Maksimov : Antonio Salieri

### Théâtre Anton Tchekhov
- 2000 : Le Prix, d'Arthur Miller, mise en scène de Léonid Trouchkine : Victor Franz
- 2001 : Le Vaurien ou Kean IV, d'après la pièce de Grigori Gorine Kean IV, mise en scène de Léonid Trouchkine : Edmund Kean

### Théâtre d'État de la jeunesse de l'Altaï
- 2003 : Les Bas-fonds, de Maxime Gorki : Louka
- 2007 : Le Revizor, de Nicolas Gogol : le Gouverneur
- 2007 : Les Fêtes de l'enfance, d'après l'œuvre de Vassili Choukchine Les Années d'enfance d'Ivan Popov : le grand-père
- 2012 : Ne vous séparez pas de vos proches, d'Aleksandr Volodine, mise en scène de Dmitri Egorov : le juge

### Théâtre indépendant de Moscou
- 2006 : Cœur de chien, de Mikhaïl Boulgakov, mise en scène de Valery Zolotoukhine : le professeur Preobrajenski

### Musée d'État - Alexandre Pouchkine
- 2007 : Le Conte du pêcheur et du petit poisson, d'Alexandre Pouchkine, mise en scène d'Andreï Berkoutov : le narrateur

### Théâtre Moderne
- 2010 : Un heureux événement, de Sławomir Mrożek, mise en scène de Svetlana Vragova : le vieux général

### Théâtre de la Lune
- 2010 : La Parabole du procureur, d'Aleksandr Zviaguintsev, mise en scène de Sergueï Prokhanov : le juge

## Filmographie
- 1965 : Le Paquet (Пакет) de Vladimir Nazarov (ru) : Trofimov
- 1966 : Les Trois Gros (Три толстяка) d'Alexeï Batalov et Iossif Chapiro (ru) : officier
- 1969 : Le Maître de la taïga (Хозяин тайги) de Vladimir Nazarov (ru) : Vassili Seriozhkine
- 1969 : Fleurs tardives (Цветы запоздалые) d'Abram Room : prince Priklonski
- 1970 : La Fuite d'Alexandre Alov et Vladimir Naoumov : chanteur de variété
- 1970 : Salut, Maria (Салют, Мария!) de Iossif Kheifitz : Nestor Makhno
- 1972 : Boumbarache (Бумбараш) de Nikolaï Racheïev et Abram Naroditski (ru) : Boumbarache
- 1978 : Enquête préliminaire (ru) (Предварительное расследование) d'Andreï Razoumovski : Vassili Seriozhkine
- 1982 : Mère Marie (Мать Мария, Mat Maria) de Sergueï Kolossov : prisonnier
- 1983 : Les Demidov (Демидовы) de Yaropolk Lapchine (ru) : Panteleï
- 1994 : Les Aventures d'Ivan Tchonkine (Život a neobyčejná dobrodružství vojáka Ivana Čonkina) de Jiří Menzel : Kiline
- 2004 : Night Watch (Ночной Дозор) de Timour Bekmambetov : père de Kostia
- 2005 : Le Maître et Marguerite (Мастер и Маргарита) de Vladimir Bortko : Nikanor Bossoï
- 2005 : Day Watch (Дневной Дозор) de Timour Bekmambetov : père de Kostia
- 2007 : Testament de Lénine (ru) (Завещание Ленина) de Nikolaï Dostal : Dr Pantioukhov
- 2007 : 1612 (1612) de Vladimir Khotinenko : stylite
- 2009 : L'Éclair noir (Чёрная молния) de Dmitri Kisseliov (ru) et Aleksandr Voytinskiy : Pavel Perepiolkine
- 2010 : Soleil trompeur 2 (Утомлённые солнцем 2) de Nikita Mikhalkov : Pindiourine
- 2010 - 2013 : Efrosinya, série télévisuelle
- 2010 : Prince Yaroslav (Ярослав. Тысячу лет назад) de Dmitri Korobkine (ru) : Tchourila
- 2011 : Cinq Fiancées (ru) (Пять невест) de Karen Oganesyan (ru) : grand-père
- 2012 : Rzhevskiy protiv Napoleona — Suvorov
- 2014 : La Légende de Viy (Вий) d'Oleg Steptchenko (ru) : Yavtukh